# Kärnbränslecykeln

Kärnbränslecykeln med uranbrytning, urananrikning, drift, avfallshantering och upparbetning

Kärnbränslecykeln är den serie av åtgärder och processer som tar fram kärnbränsle till kärnreaktorer och tar hand om det använda bränslet från malmbrytning till avfallshantering. Dessa förfaranden utgör särskiljbara stadier i kärnbränslecykeln, när de inträffar tidigt eller i senare led av cykeln eller då de förekommer före eller efter bestrålning i en reaktor.
Det finns flera strategier för bränslecykeln som kan särskiljas på avsaknad eller förekomst av särskilda åtgärder, särskilt sådana med urananrikning och upparbetning. Från 2006 kan de bränslecykler som används i världen delas in i två breda kategorier: Cykler utan återvinning har valt att betrakta allt använt bränsle som avfall. Cykler med partiell återvinning avser utvinna använt bränsle från reaktorer allt eller delar av värdefullt material - det vill säga sådant som kan återanvändas för att ge energi - för att framställa nytt bränsle. Teoretiskt sett sägs en cykel vara öppen, när det återanvändbara materialet från det använda bränslet inte återvinns. En cykel betraktas som sluten om den är en del i att återvinna klyvbara isotoper.
Transport av radioaktivt material kräver särskilda åtgärder.